# 100-та єгерська дивізія (Третій Рейх)
100-та єгерська дивізія (Третій Рейх) (нім. 100. Jäger-Division) — єгерська піхотна дивізія Вермахту за часів Другої світової війни.

## Історія
100-та єгерська дивізія створена 6 липня 1942 в результаті реформування 100-ї легкої піхотної дивізії (нім. 100. leichte-Infanterie-Division) Вермахту.

## Райони бойових дій
- СРСР (південний напрямок) (липень — жовтень 1942);
- СРСР (Сталінград) (жовтень 1942 — січень 1943);
- Югославія (квітень — липень 1943);
- Албанія (липень 1943 — березень 1944);
- СРСР (південний напрямок) (березень — вересень 1944);
- Словаччина, Угорщина, Сілезія (вересень 1944 — травень 1945).

## Командування

### Командири
- генерал-лейтенант Вернер Занне (нім. Werner Sanne) (6 липня 1942 — 31 січня 1943);
- генерал-лейтенант Віллібальд Уц (нім. Willibald Utz) (25 квітня 1943 — 1 січня 1945);
- оберст Ганс Креппель (нім. Hans Kreppel) (1 — 31 січня 1945, ТВО);
- генерал-майор Отто Шурі (нім. Otto Schury) (1 лютого — 8 січня 1945).

## Нагороджені дивізії
Нагороджені дивізії
|  | Кавалери Нагрудного знаку ближнього бою в золоті                                                           | 1                                          |
|  | Кавалери Золотого Німецького Хреста                                                                        | 46                                         |
|  | Кавалери Лицарського хреста Залізного хреста з Дубовим листям                                              | 1 (№ 626 оберст Франц Веллер — 23.10.1944) |
|  | Кавалери Лицарського хреста Залізного хреста                                                               | 13                                         |
|  | Кавалери Почесної застібки Сухопутних військ «Почесна застібка на орденську стрічку для Сухопутних військ» | 16                                         |

- Нагороджені Сертифікатом Пошани Головнокомандувача Сухопутних військ (3)